# 马吉孝
马吉孝（1961年12月—），男，回族，青海民和人，中华人民共和国政治人物。1979年9月参加工作，1983年3月加入中国共产党，中共青海省委党校大学学历，经济师。曾任中共青海省委常委、青海省政协副主席、青海省总工会主席、中华全国总工会副主席（兼）。

## 简历
曾任海东地区外贸公司副经理、经理，海东地区外贸局局长、海东地区粮食局局长，化隆回族自治县县长；
2005年7月，任中共平安县委书记；
2010年4月，任中共青海省委统战部副部长，青海省工商联党组书记、第一副主席（正厅级）；
2015年5月，任青海省交通运输厅党委书记，同年7月任青海省交通运输厅厅长、党委书记；
2017年5月，任中共青海省委常委，同年12月兼任青海省总工会主席。2018年10月25日，中华全国总工会第十七届执行委员会召开第一次全体会议，选举全总十七届执委会主席、副主席和主席团委员，他当选为全总副主席。
2022年1月，当选为青海省政协副主席。同年5月，卸任中共青海省委常委。2023年1月，不再担任青海省政协副主席职务。